# Teodor Černý
Teodor Černý (* 18. Januar 1957 in Kadaň) ist ein ehemaliger tschechoslowakischer Radrennfahrer und Weltmeister im Radsport.

## Sportliche Laufbahn
Černý (auch Theodor Černý) war Bahnradfahrer. 1986 wurde er Weltmeister in der Mannschaftsverfolgung mit Svatopluk Buchta, Aleš Trčka und Pavel Soukup.
Er war Teilnehmer der Olympischen Sommerspiele 1980 in Moskau und bestritt die Mannschaftsverfolgung. Das Team mit Teodor Černý, Martin Penc, Jiří Pokorný und Igor Sláma holte die Bronzemedaille. Von 1977 bis 1980 gewann er die nationale Meisterschaft in der Mannschaftsverfolgung.
Im Straßenradsport wurde er 1984 Zweiter der Lidice-Rundfahrt und gewann eine Etappe. 1986 wurde Černý als Radsportler des Jahres in der Tschechoslowakei ausgezeichnet. Das Eintagesrennen Prag–Karlovy Vary–Prag konnte er 1978 und 1980 für sich entscheiden.
Von 1987 bis 1991 startete er als Berufsfahrer. Er begann im Radsportteam Kotter’s Racing Team in Deutschland.